# Quararibea mayanum
Quararibea mayanum är en malvaväxtart som beskrevs av Lorea-hern. och Gallardo-hern.. Quararibea mayanum ingår i släktet Quararibea och familjen malvaväxter. Inga underarter finns listade i Catalogue of Life.